# 舟川一彦
舟川 一彦（ふなかわ かずひこ、1953年 - ）は、日本の英文学研究者、上智大学名誉教授。博士（文学）。専門は近代英国思想史、特にマシュー・アーノルド、ジョン・ヘンリー・ニューマン、マーク・パティソンを初めとする19世紀英国の思想と文学、大学における古典人文学、英文学研究・教育の歴史。2018年6月より日本ニューマン協会会長。

## 来歴
1953年、大阪市に生まれる。1975年、上智大学文学部英文学科を卒業。1980年、同大学院文学研究科英米文学専攻博士後期課程満期退学、同年より同大文学部助手。上智大学では高柳俊一、安西徹雄らに師事。1987–88年、オクスフォード大学ブレイズノーズ・カレッジに留学、バーナード・リチャーズの指導を受ける。1989年より上智大学文学部助教授、1997年より教授。同年、上智大学より博士（文学）の学位を取得。審査委員には渡辺昇一と山形和美が加わる。2000年、博士論文を基にした著書『十九世紀オクスフォード──人文学の宿命』がSophia University Press（上智大学出版）より刊行される。J・H・ニューマンの自伝『我が生涯の弁明』（Apologia Pro Vita Sua, 1864年）の本邦初訳者として記憶される英文学者の巽豊彦は、19世紀におけるリベラル・エジュケーションの担い手であった古典学の展開を主題とする同書を「今なお混迷を続けるわが国の人文学教育の在り方に少なからぬ示唆を与えうる〔…〕欧米にも類のない基礎的文献」と評した。
それまで19世紀イギリスの大学、とりわけオクスフォード大学における古典人文学の理念の形成と衰退を主たる研究テーマとした舟川は、同書の出版を区切りとして、古典人文学の理念的後継としての英文学というディシプリンの歴史的展開を扱うようになる。その成果の一端は2012年に『英文科の教養と無秩序』として英宝社より出版される。同書のタイトルはヴィクトリア時代の文人マシュー・アーノルドの『教養と無秩序』（Culture and Anarchy, 1869年）を念頭に置いたもので、アーノルドがしばしば英文学という学問分野の精神的始祖として回顧的に位置付けられることにちなむものである。
2021年より上智大学名誉教授（文学部英文学科）。

## 著書

### 単著
- 『十九世紀オクスフォード──人文学の宿命』（Sophia University Press、2000年）
- 『英文科の教養と無秩序──人文的知性の過去・現在・（未来？）』（英宝社、2012年）

### 共著
- （渡部昇一、安西徹雄 共著）『論文・レポートの書き方』スタンダード英語講座（渡辺昇一責任編集）第8巻（大修館書店、1984年）

### 監修
- （サウンディングズ英語英米文学会編）『書斎の外のシェイクスピア』（金星堂、2017年）

### 訳書
- P・ミルワード『イギリス風物詩』スタンダード英語講座（渡部昇一責任編集）第11巻（大修館書店、1983年）
- マーク・パティソン『ある大学人の回想録──ヴィクトリア朝オクスフォードの内側』（Sophia University Press〈SUPモダン・クラシックス叢書〉、2006年）